# Joseph von Führich

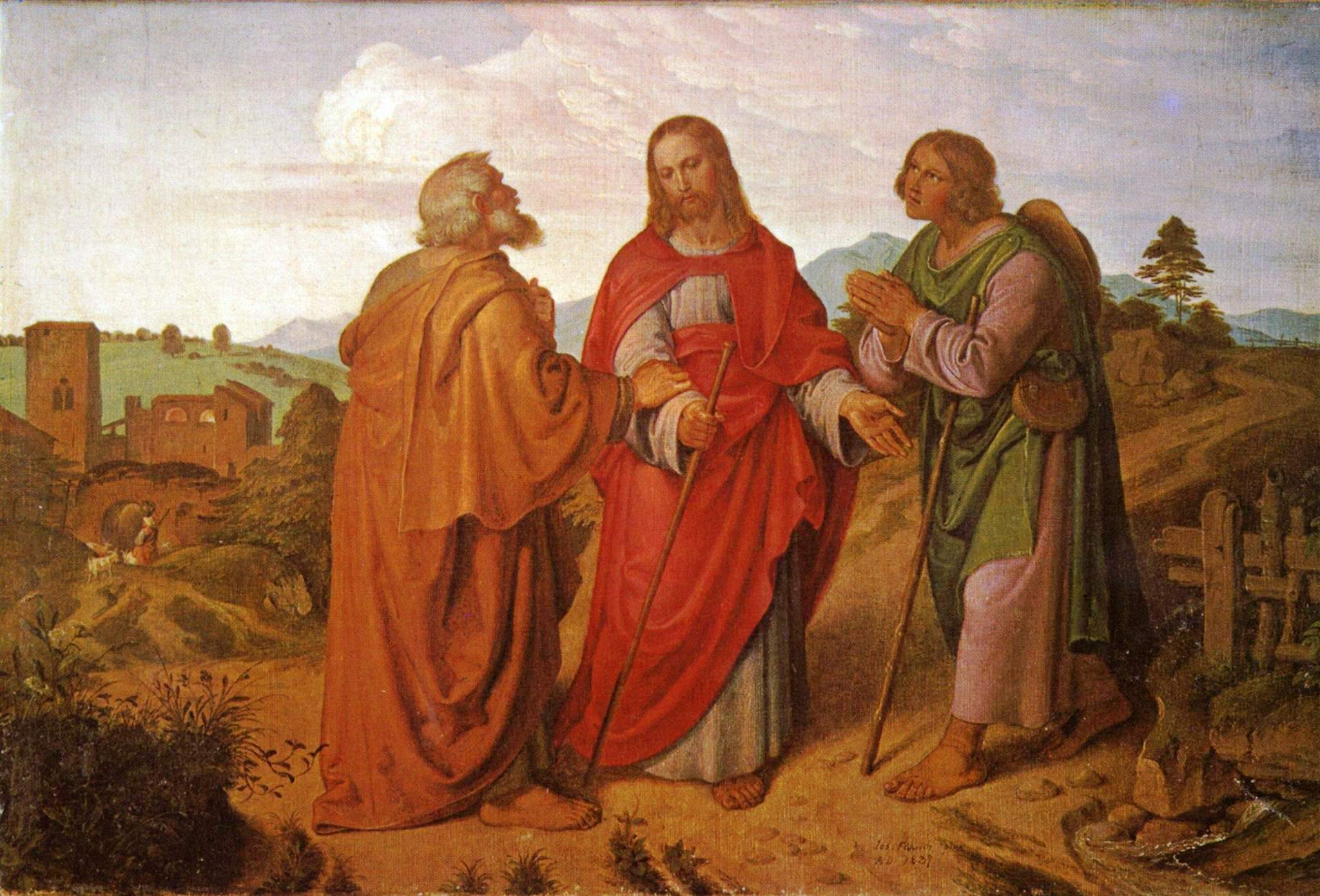
Camino de Emaús, pintado por Josef von Führich.

Joseph von Führich, también conocido como Josef Ritter von Führich (9 de febrero de 1800-13 de marzo de 1876), fue un pintor austriaco, nacido en Kratzau en Bohemia, perteneciente al movimiento de los nazarenos.
Muy impresionado desde niño por las pinturas que adornaban las capillas laterales en su país natal, su primer intento de crear fue un esbozo de la Natividad para el festival de Navidad en casa de su padre. Vivió para ver el día en que, siendo celebrado como creador de imágenes bíblicas, sus temas sagrados se reprodujeron en numerosas iglesias de Austria, donde humildes campesinos admirarían su arte que revivía los modelos de épocas pasadas.
Führich ha sido descrito como un nazareno, artista religioso que contribuyó a restablecer el antiguo espíritu de Durero, representando numerosos temas de las escrituras. Sin la fuerza de Cornelius ni la gracia de Overbeck, pintaba con gran habilidad. Era considerable su maestría de distribución, forma, movimiento y expresión. 
Esencialmente creativo como un dibujante de paisajes, no tenía gran sentido por el color; y sus pinturas monumentales no eran tan afortunadas como las pequeñas. Su fama se extendió más allá de Viena, y se hicieron muy conocidas sus ilustraciones de la obra de Tieck Genoveva, la Oración del Señor, el Triunfo de Cristo, el Camino a Belén, la Sucesión de Cristo según Tomás de Kempis, el Hijo Pródigo, y los versos de los Salmos. Su Hijo Pródigo, en particular, es notable por la manera en que personifica el mal.
Führich ingresó como alumno en la Academia de Praga en 1816. Toma su primera inspiración de Durero y del Fausto de Cornelius, el primer resultado es la serie de Genoveva. En 1826 marchó a Roma, añadiendo tres frescos a los ya ejecutados por Cornelius y Overbeck en Casa Massimi. Sus temas se tomaron de la vida de Tasso, y son prácticamente los únicos ejemplos suyos en esta clase de composición.
En 1831 acabó el "Triunfo de Cristo" hoy en el palacio Raczynski de Berlín. En 1834 fue nombrado custos y en 1841 profesor de composición en la Academia de Viena. Después completó las pinturas monumentales de la Iglesia de San Nepomuceno, y en 1854-1861 una vasta serie de pinturas murales que cubren el interior de la iglesia Lerchenfeld en Viena. En 1872 obtuvo una pensión y fue nombrado caballero de la orden de Francisco José; 1875 es la fecha en la que ilustró los Salmos.
Se publicó su autobiografía en 1875, y unas memorias escritas por su hijo Lucas en 1886.